# العزيز (ألبوم)
العزيز هو البوم للفنان العراقي كاظم الساهر، تم إصداره عام 1990 من إنتاج شركة النظائر.

## قائمة الأغاني
- العزيز - 8:49 - عزيز الرسام وكلمات الموال أسعد الغريري-الحان-كاظم الساهر
- سلمتك بيد الله  - 8:04 - كلمات عزيز الرسام-الحان-كاظم الساهر
- ضحكته بعيونه  - 4:29 - كلمات إبراهيم جبار-الحان-كاظم الساهر
- تارك اهلي - 8:58 - كلمات عزيز الرسام-الحان-كاظم الساهر
- ما تحرك احساسي  - 10:52 - عزيز الرسام وكلمات الموال كاظم إسماعيل الكاطع-الحان-كاظم الساهر
- ميسور الحال  - 6:59 - كلمات كاظم السعدي-الحان-كاظم الساهر